# Найв (река, Тасмания)
Найв (англ. Nive River) — река на острове Тасмания (Австралия), левый приток реки Деруэнт. Она берёт своё начало в горах национального парка «Стены Иерусалима» (Walls of Jerusalem), находящегося в центральной части острова, и течёт сначала в юго-восточном, а затем в южном направлении, соединяясь с рекой Деруэнт в Уаятина-Лагун (Wayatinah Lagoon).

## География
Исток реки Найв находится в горах национального парка «Стены Иерусалима» на высоте около 1130 м, примерно в 4 км юго-восточнее озера Местон (Lake Meston). 

Карта бассейна реки Деруэнт с указанием реки Найв

Основные притоки реки Найв — реки Литл-Найв (Little Nive Rivulet, правый приток), Литл (Little River, левый приток), Пайн (Pine River, левый приток) и Кларенс (Clarence River, правый приток).
Согласно делению, принятому для бассейна реки Деруэнт, бассейн реки Найв принадлежит к Верхнему Деруэнту, общая площадь которого равна 3561 км². Бассейн реки Найв занимает примерно 36 % этой территории — 1277 км². Длина реки — примерно 80 км, средний расход воды — 57 м³/с.
Чуть ниже места впадения реки Пайн была построена плотина Пайн-Тир (Pine Tier Dam), строительство которой было окончено в 1953 году. В результате на месте слияния рек образовался искусственный водоём — лагуна Пайн-Тир (Pine Tier Lagoon), которая находится на высоте 671 м. От плотины часть воды отводится через канал в другие искусственные водоёмы, находящиеся к востоку от реки Найв.
Ниже по течению на реке Найв расположена гидроэлектростанция Тангатина (Tungatinah Power Station, 130,5 мегаватт). К ней возвращается часть воды, отведённой от реки Найв у плотины Пайн-Тир, а также отводится часть потока воды реки Ди (Dee River), проходящего через гидроэлектростанцию Лейк-Эко (Lake Echo Power Station, 33,5 мегаватт).
В месте впадения реки Найв в реку Деруэнт находится Уаятина-Лагун, расположенная на высоте около 231 м. Уаятина-Лагун является искусственным водоёмом, созданным в результате строительства небольшой плотины на реке Деруэнт.